# Penobscot (zatoka)
Penobscot (ang. Penobscot Bay) – zatoka w Stanach Zjednoczonych, część Oceanu Atlantyckiego.
Jej wody opływają południową część wybrzeża stanu Maine. Wpada do niej rzeka Penobscot. Maksymalne wymiary zatoki to 55 × 43 km. Leży nad nią m.in. miasto Rockland.